# Municipio de Fayette (Pensilvania)
El municipio de Fayette (en inglés: Fayette Township) es un municipio ubicado en el condado de Juniata en el estado estadounidense de Pensilvania. En el año 2000 tenía una población de 3.252 habitantes y una densidad poblacional de 31.6 personas por km².

## Geografía
El municipio de Fayette se encuentra ubicado en las coordenadas 40°37′00″N 77°16′59″O / 40.61667, -77.28306.

## Demografía
Según la Oficina del Censo en 2000 los ingresos medios por hogar en la localidad eran de $30,653 y los ingresos medios por familia eran de $35,884. Los hombres tenían unos ingresos medios de $29,679 frente a los $21,362 para las mujeres. La renta per cápita de la localidad era de $16,548. Alrededor del 9,5% de la población estaba por debajo del umbral de pobreza.